# Anna Kozioł
Anna Kozioł (ur. 1930, zm. 20 sierpnia 2015) – polska ekonomistka, profesor nauk ekonomicznych.

## Życiorys
W 1994 r. uzyskała tytuł profesora nauk ekonomicznych. Była pracownikiem naukowym w Katedrze Instrumentalnych Metod Oceny Jakości na Wydziale Towaroznawstwa Uniwersytetu Ekonomicznego w Poznaniu.
Pochowana na Cmentarzu Junikowo w Poznaniu.

## Odznaczenia i wyróżnienia
- Złoty Krzyż Zasługi[2]
- Medal za Zasługi dla Akademii Ekonomicznej w Poznaniu[2]
- Odznaka Honorowa Stowarzyszenia Bibliotekarzy Polskich[2]
- Nagroda Ministra Nauki i Szkolnictwa Wyższego[2]
- Nagroda Rektora Uczelni[2]
- Medal Komisji Edukacji Narodowej[2]
- Krzyż Kawalerski Orderu Odrodzenia Polski[2]